# Maggifabriek

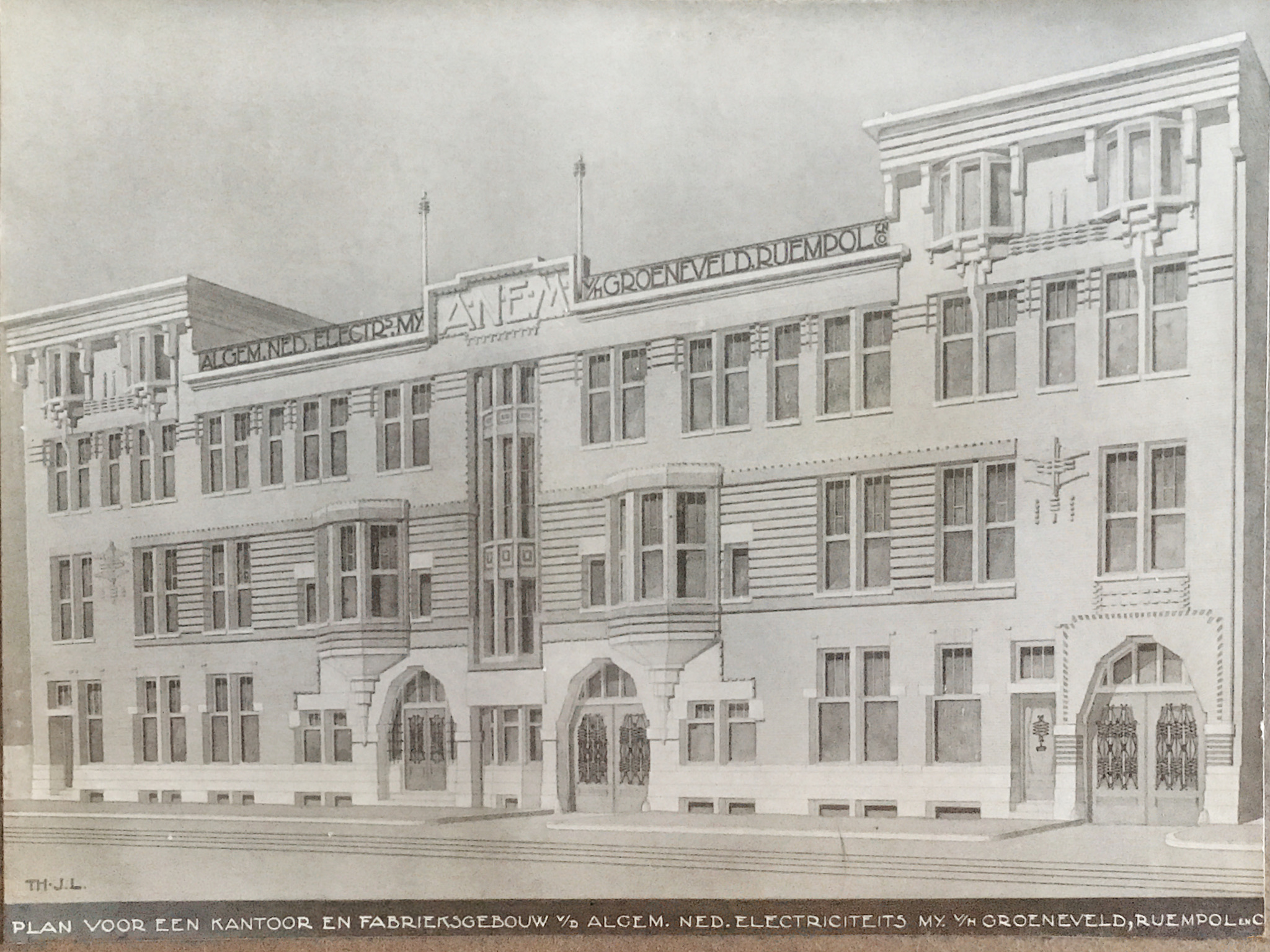
Tekening van de voorgevel van het gebouw aan de Haarlemmerweg 315-321 in Amsterdam, 1919.

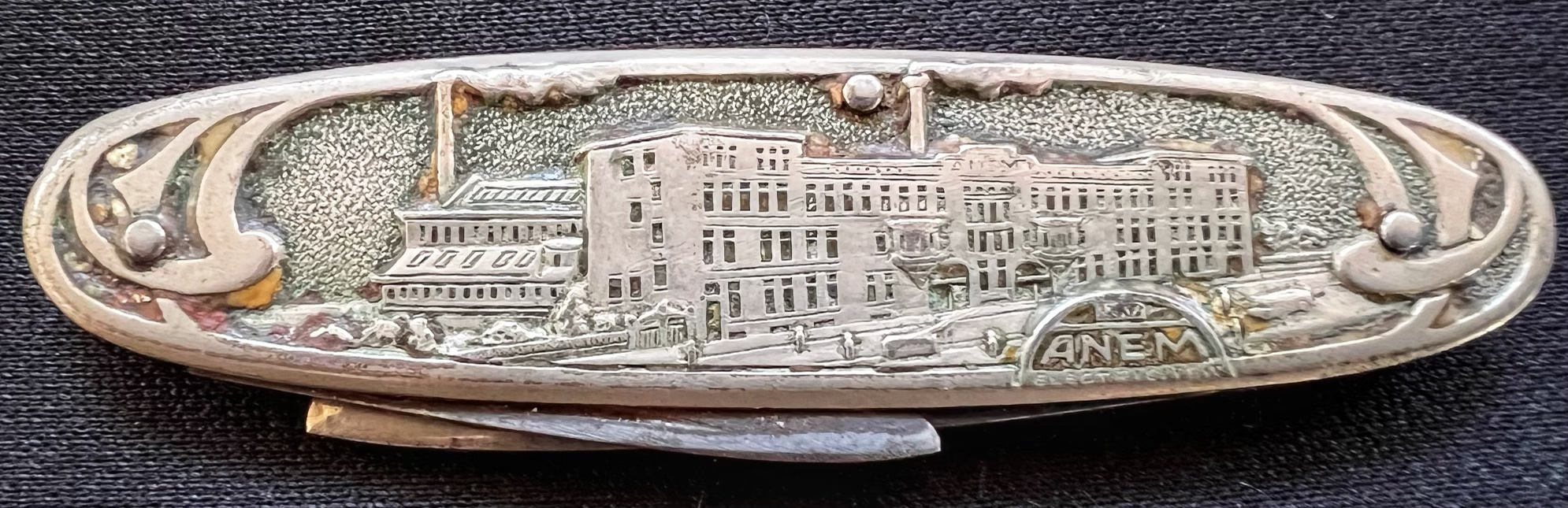
De ANEM-fabriek (later de Maggifabriek, nu rijksmonument) afgebeeld op een zakmes uit 1921.

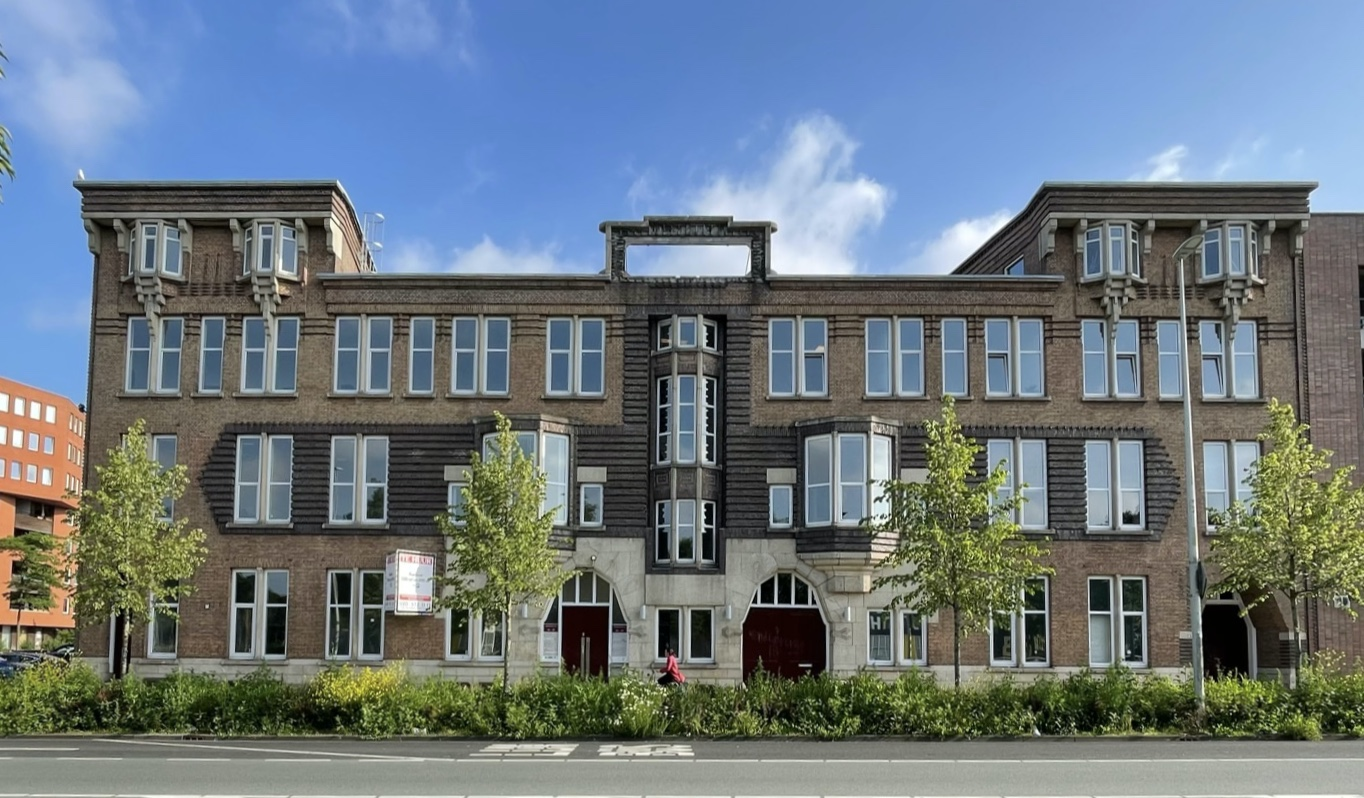
Het gebouw aan de Haarlemmerweg 317-321 te Amsterdam in 2021.

De Maggifabriek was een fabriek van Maggi's Producten Maatschappij NV die 60 jaar gevestigd was aan de Haarlemmerweg 317-321 en 331-333 aan beide kanten van de Van Slingelandtstraat in Amsterdam-West. Tegenwoordig is het originele kantoorgebouw uit 1921, fabriek, magazijn, kantoren en twee bovenwoningen, een rijksmonument. De sterke Maggigeur die bij de productie door de fabriek werd verspreid was decennia lang in de wijde omgeving te ruiken.

## Geschiedenis
De fabriek met kantoor werd 1919-1921 gebouwd door de Algemeene Nederlandsche Elektriciteits Maatschappij v/h Groeneveld-Ruempol & Co. (ANEM). Het is in de Amsterdamse School-stijl ontworpen door de architecten Groenendijk & Lammers. De bouwkosten bedroegen 900.000 gulden. Het ligt aan de rand van de toenmalige stedelijke bebouwing in wat toen nog de gemeente Sloten was, sinds 1921 deel van Amsterdam.
Na het faillissement van ANEM in 1924 betrok de voorloper van Maggi, Paul Horn & Co, het fabrieksgebouw. In 1932 kocht Maggi het omliggende terrein van 5350 m² voor circa 150.000 gulden. In juni 1933 was men druk met heien voor de nieuwe fabriek. In november kon begonnen worden met het metselwerk van bovenbouw naar een ontwerp van Frans Jurrema, de betonconstructie met ijzer stond er toen al. De fabriek werd geopend op 8 juni 1934. Het fabriekspand van baksteen, voorzien van grote letters "MAGGI", bestond uit een viertal verdiepingen met aanbouw en opbouw met voorzieningen zoals bijvoorbeeld een koeltoren en proefkeuken. Er werden 200 personeelsleden aangetrokken. Ook werd er speciaal voor de fabriek en de dan nog net niet geopende Centrale Markthallen een spoorlijntje aangelegd.
In 1940 kocht Maggi opnieuw terrein met een oppervlak van 7300 m². In 1952 ging weer een eerste heipaal de grond in voor een nieuw fabrieksgebouw met opslagruimtes, dat via een luchtbrug verbonden zou worden met de “oudbouw”. In 1958 werd de fabriek opnieuw uitgebreid, waarin ook plaats was voor kantoren. In de fabriek werd naast aroma ook soep, saus in droge vorm en aanverwante producten zoals bouillonblokjes gefabriceerd.
Omdat de fabriek steeds meer in de stad was komen te liggen en er ook geen mogelijkheid voor uitbreiding en verbetering bestond, werd in 1993 besloten de bijna 60 jaar oude fabriek te sluiten en de productie te verplaatsten naar Venray. In Venray was wel ruimte beschikbaar. In november 1994 was de sluiting in Amsterdam een feit maar er vielen geen gedwongen ontslagen omdat van het personeel er 120 naar Venray werden overgeplaatst en de overige 80 naar een vestiging van het moederbedrijf Nestle. Daarna werden de fabriekspanden en de bijbehorende loodsen ontmanteld en gesloopt en op de vrijgekomen plaats kwam nieuwbouw, voornamelijk bedrijven.
De fabriek in Venray werd in 2005 verkocht aan Rixona, waarna de productie werd verplaatst naar het buitenland.
Het originele ANEM-kantoorgebouw uit 1921 aan de Haarlemmerweg 317-321 is sinds 2003 een rijksmonument. Het werd gerestaureerd en herbergt tegenwoordig bedrijven. 